# René Deniort
René Deniort, né le 25 août 1925 à Poitiers et décédé le 9 octobre 1992 dans la même ville, est un footballeur français évoluant comme gardien de but du milieu des années 1940 à celui des années 1950.
On l’appelle « le gardien à la pince d’acier » à cause de l’étonnante faculté qu’il possédait de s’emparer de toutes les balles glissantes.

## Biographie

### Enfance et formation
René Deniort est né le 25 août 1925 à Poitiers, il est issu d’une vieille famille du Poitou, il est le fils de René Omer Deniort, expert automobile et de Rachel Houillé. Dès son jeune âge, son père le prédestine aux affaires familiales et à l’univers automobile alors en plein essor, mais le jeune René n’a déjà plus d’yeux que pour le football.
En 1939, au Stade poitevin, René Deniort alors âgé de 14 ans est ailier gauche. En 1941 il devient gardien de but sur sa demande. Il fait partie des Sélectionnés de la Vienne juniors dès sa première année à ce poste. De 1943 à 1946 il poursuit sa carrière au sein du Stade poitevin alors en CFA.

### Footballeur professionnel (1946-1961)

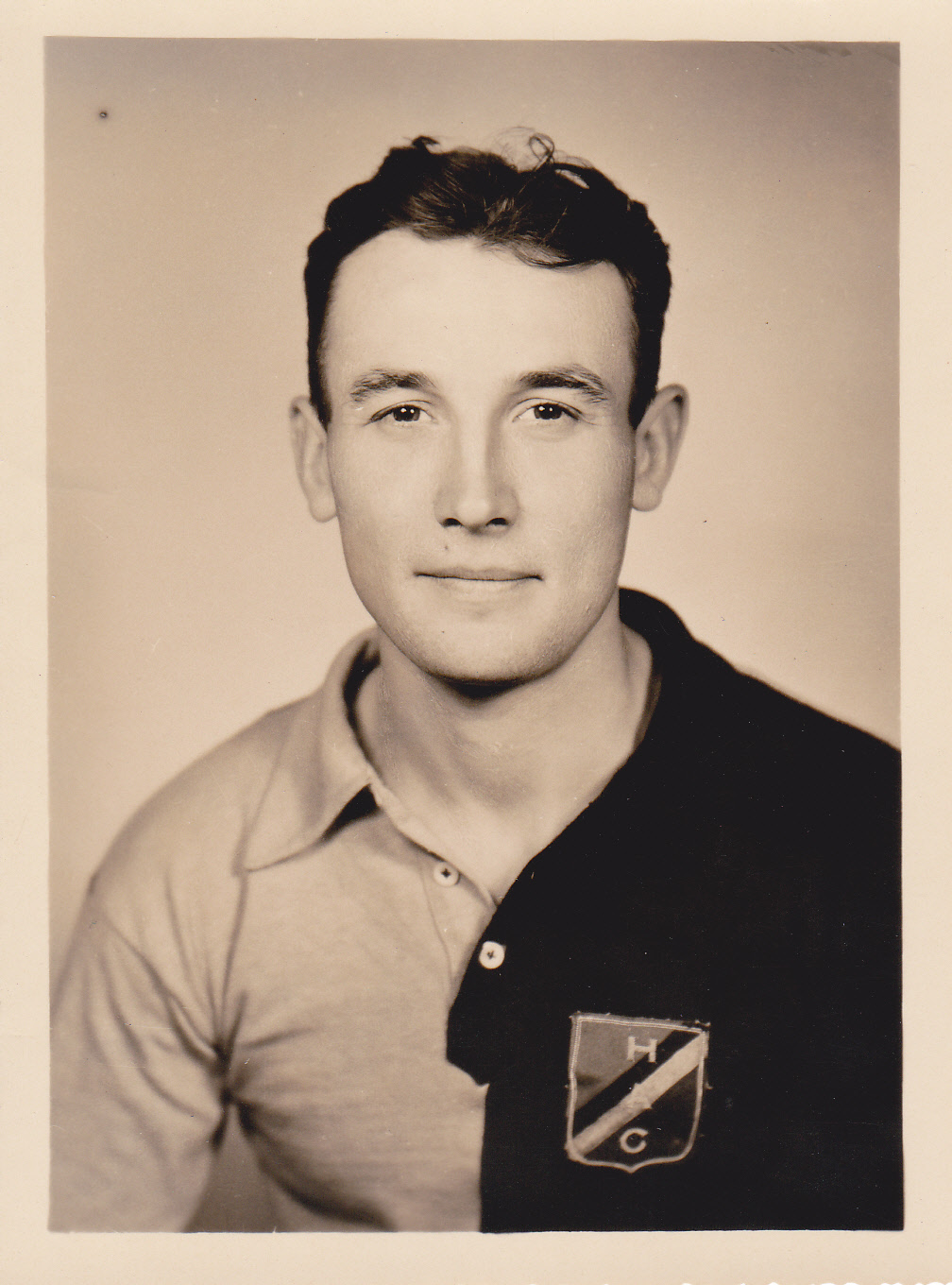
Deniort en 1952 avec Le Havre.

René Deniort devient professionnel en 1946 et part à l’A.S. des Charentes dirigée par Robert Lacoste, alors en seconde division. L’équipe est demi-finaliste de la Coupe de France 1946-1947.
En 1948-1949, Deniort est à l’US du Mans avec José Arribas sous la direction de l’entraineur Rumellehardt.
En 1949, il est appelé à l’AS Troyes par Lacoste, qui en est devenu l’entraineur. Il dispute alors une demi-finale de la Coupe de France 1949-1950 contre le grand Stade de Reims.
En 1951, Deniort est transféré au Havre AC, en première division, où il devient la doublure de César Ruminski, futur titulaire de l’équipe de France. Il travaille alors sous la coupe de quatre entraineurs célèbres : Jules Bigot, Elek Schwartz, René Bihel et Edmond Delfour. Il est responsable de l’entrainement des stagiaires pro et des amateurs qu’il fait accéder à la Division d’honneur. C’est durant cette période qu’il repère et entraine Michel Hidalgo avec lequel il se lie d’amitié. Il quitte le club en 1955.
En 1955-1956, il entre à l'AAJ Blois de Bihel, en CFA, et connaît un 16ème de finale de la Coupe de France, après avoir éliminé le FC Nantes (D2) 2-1.
Il revient ensuite jouer au Stade Poitevin PEPP qui remonte après une période difficile, en division d’honneur.

### Carrière d’entraineur (1958-1985)
De 1958 à 1961 il devient entraîneur-joueur du CEP Poitiers.
À partir de 1961, René Deniort devient entraineur à part entière du CEP, qui monte alors en 1re division départementale, puis en promotion de Ligue et promotion d’Honneur.
Il est très engagé dans l’éducation et la promotion du sport auprès des jeunes. Il crée notamment une école de gardiens de but au sein du CEP.     
René Deniort est un féru de sport. Encyclopédie vivante du football, il continue à parfaire sa culture sportive en assistant tout au long de sa vie aux grands rendez-vous footballistiques, européens et mondiaux.
René Deniort est chevalier de l'Ordre national du Mérite.